# 22 iulie
ianuarie • februarie • martie  • aprilie  • mai  • iunie  • iulie  • august  • septembrie  • octombrie  • noiembrie  • decembrie
22 iulie este a 203-a zi a calendarului gregorian și a 204-a zi în anii bisecți. Mai sunt 162 de zile până la sfârșitul anului.

## Evenimente

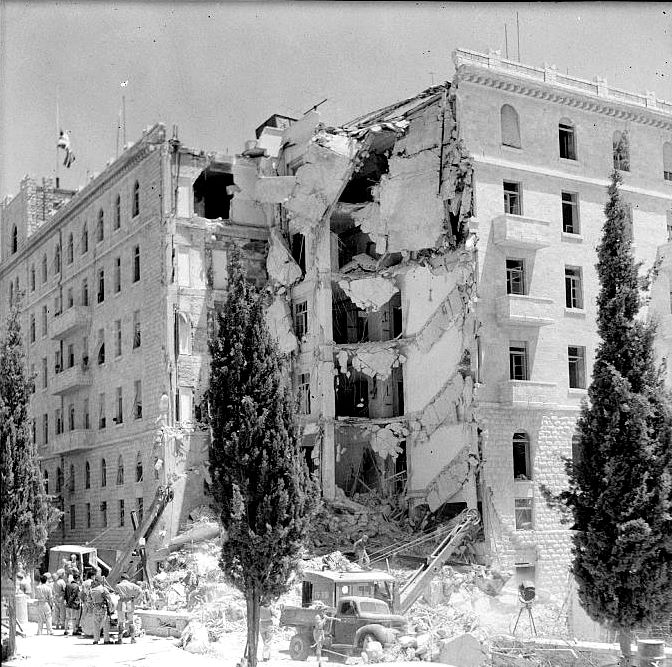
1946: Organizația sionistă teroristă "Irgun" bombardează hotelul "Regele David" din Ierusalim, locul administrației civile și comandamentul militar pentru Mandatul britanic pentru Palestina; au rezultat 91 de decese.

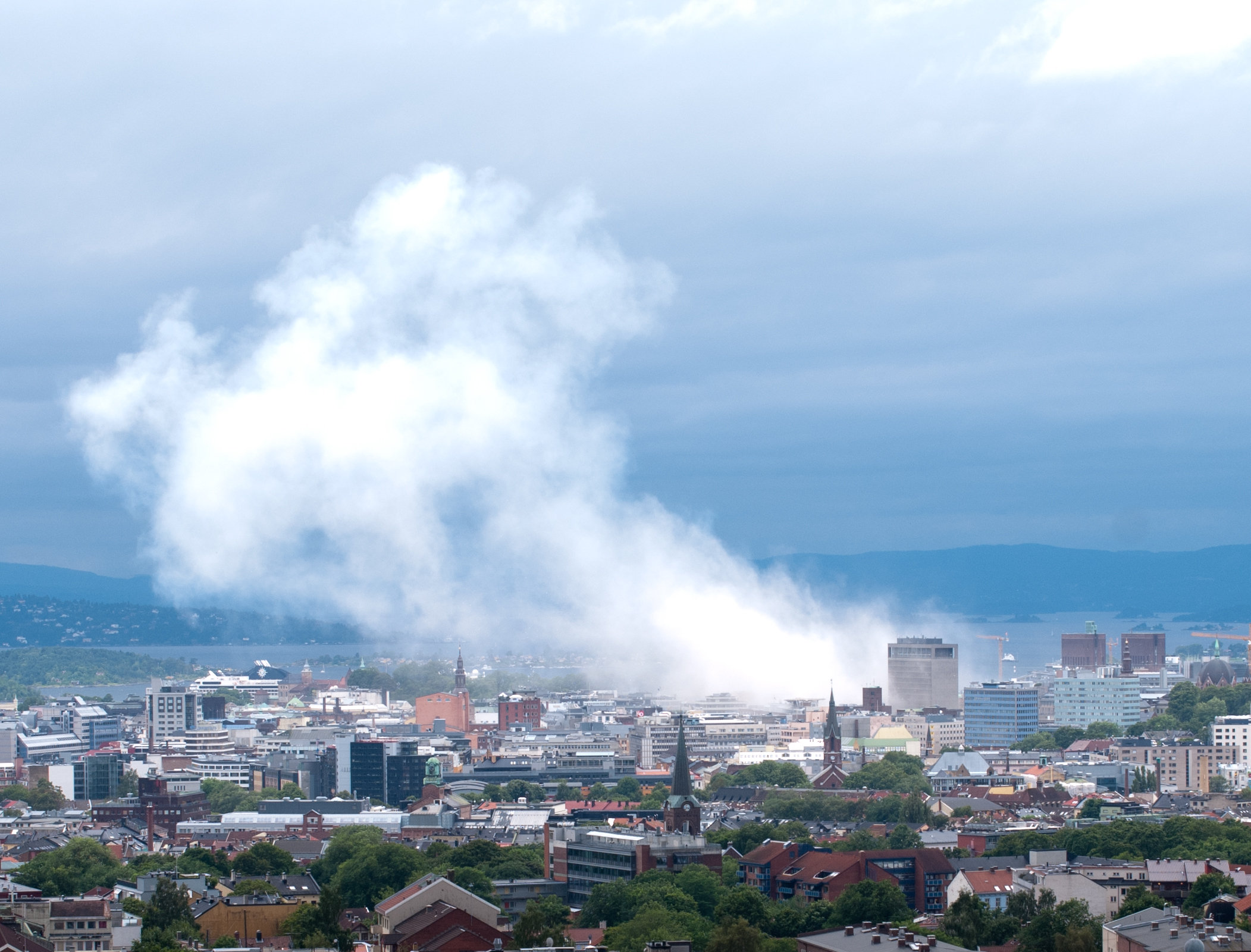
2011: Atacurile teroriste din Norvegia

- 1209: Simon de Montfort, lider al Cruciadei Albigensiene, pradă orașul Beziers, ucigând cathari și catolici deopotrivă.
- 1298: Edward I al Angliei i-a învins pe scoțienii lui William Wallace în bătălia de la Falkirk.
- 1451: Umanistul italian Poggio Bracciolini menționează, în lucrarea "Disceptationes convivales", latinitatea limbii române, precum și continuitatea elementului romanic în cuprinsul vechii Dacii, din vremea împăratului Traian.
- 1456: Strălucită victorie, la Belgrad, a lui Iancu de Hunedoara, voievod al Transilvaniei, împotriva puternicei armate otomane conduse de Mahomed al II–lea, cuceritorul Constantinopolului. În urma acestei victorii, Papa Calixt al III-lea l–a caracterizat pe Iancu de Hunedoara drept „atletul cel mai puternic – unic – al lui Christos".
- 1812: În cadrul Războiului Peninsular, ducele de Wellington Arthur Wellesley a învins armatele franceze în bătălia de la Salamanca.
- 1946: A fost creată Organizația Mondială a Sănătății (OMS), instituție specializată a Națiunilor Unite, cu sediul la Geneva; funcționează, efectiv, de la 7 aprilie 1948 (România este membru al OMS din 1948).
- 1946: Organizația sionistă teroristă "Irgun" bombardează hotelul "Regele David" din Ierusalim, locul administrației civile și comandamentul militar pentru Mandatul britanic pentru Palestina; au rezultat 91 de decese.
- 1950: Regele Leopold al III-lea al Belgiei se întoarce din exil însoțit de proteste. Peste un an, la 16 iulie 1951, va abdica în favoarea fiului său cel mare, Baudouin I.
- 2000: Fostul premier al Pakistanului, Nawaz Sharif (17 februarie 1997 - 12 octombrie 1999), a fost condamnat de un tribunal anti-corupție din Attock la 14 ani închisoare, sub acuzația de evaziune fiscală.
- 2005: Microsoft anunță numele final al noului sistem de operare: "Windows Vista".
- 2009: Cea mai lungă eclipsă totală de Soare din secolul al XXI-lea. Durata maximă a fost de 6 minute și 39 de secunde pe coasta Asiei de sud-est. O eclipsă mai lungă va fi posibilă în iunie 2132.
- 2011: 77 de oameni sunt uciși în cele două atacuri teroriste din Norvegia, atacuri comise de extremistul de dreapta Anders Behring Breivik.
- 2016: În Kuweit, temperaturile au ajuns la 54 de grade Celsius, cea mai mare temperatură înregistrată pe glob în timp ce în Irak, în orașul antic Basra, s-au înregistrat 53,9 grade Celsius. Organizația Mondială de Meteorologie a omologat temperaturile. [1] Recordul mondial de temperatură (56,7 grade Celsius) a fost înregistrat la ferma Furnace Creek din Valea Morții, California, la 10 iulie 1913 însă este contestat pe motiv ca a fost măsurat cu instrumente inexacte acum peste 100 de ani.

## Nașteri
- 1478: Filip I al Castiliei (d. 1506)
- 1519: Papa Inocențiu al IX-lea (d. 1591)
- 1535: Ecaterina Stenbock, a treia soție a regelui Gustav I al Suediei (d. 1621)
- 1671: Ludwig Rudolf, Duce de Brunswick-Lüneburg, bunicul împărătesei Maria Terezia a Austriei (d. 1735)
- 1713: Jacques-Germain Soufflot, arhitect francez (d. 1780)
- 1784: Friedrich Wilhelm Bessel, matematician german, astronom și geodez (d. 1846)
- 1795: Gabriel Lamé, matematician francez și fizician (d. 1870)
- 1800: Jakob Lorber, scriitor austriac și muzician (d. 1864)
- 1821: Cesare Dell'Acqua, pictor italian (d. 1905)
- 1822: Gregor Mendel, părintele geneticii (d. 1884)

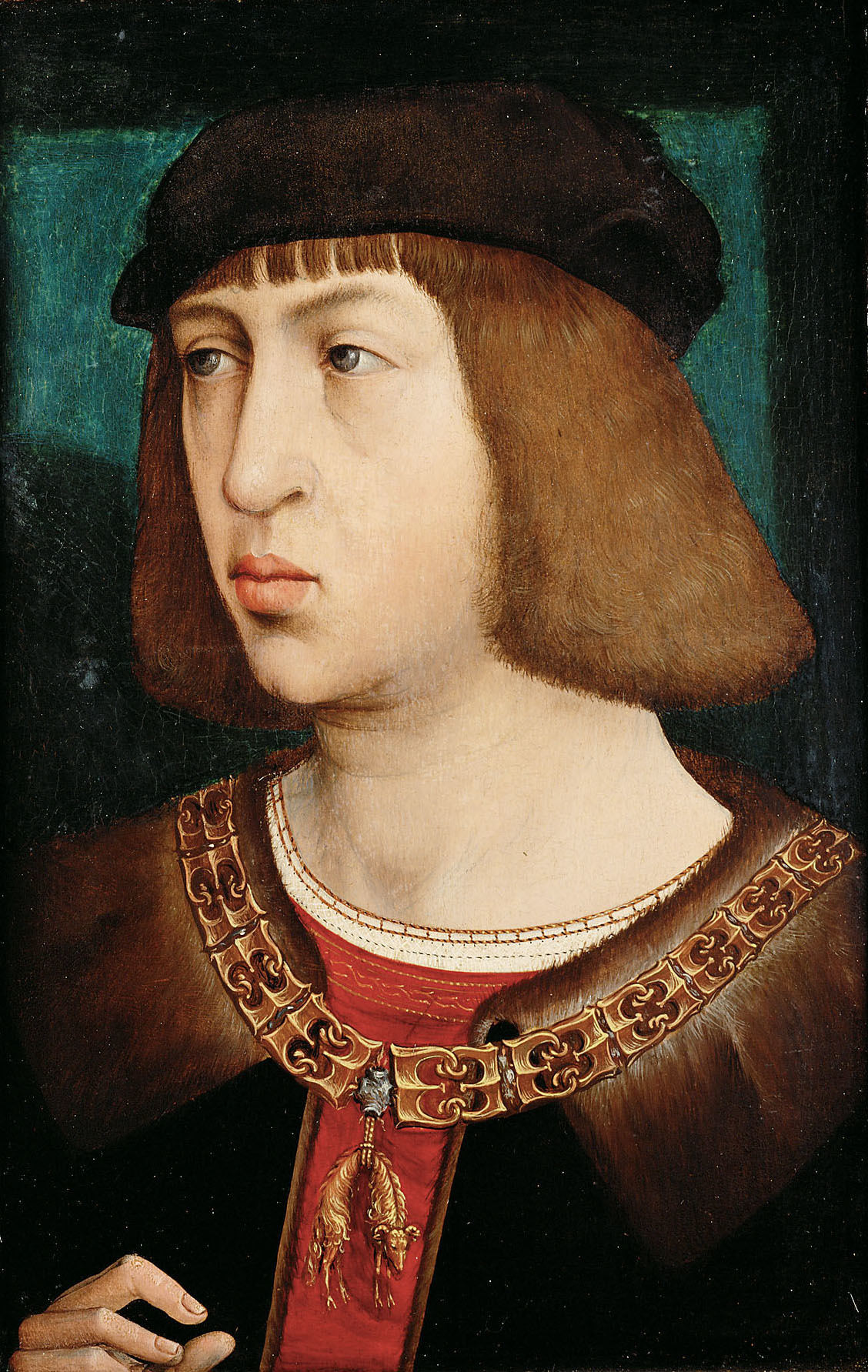
Filip cel Frumos
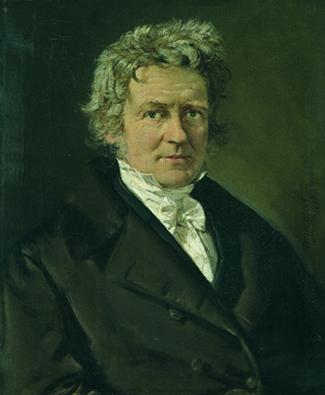
Friedrich Wilhelm Bessel, matematician german
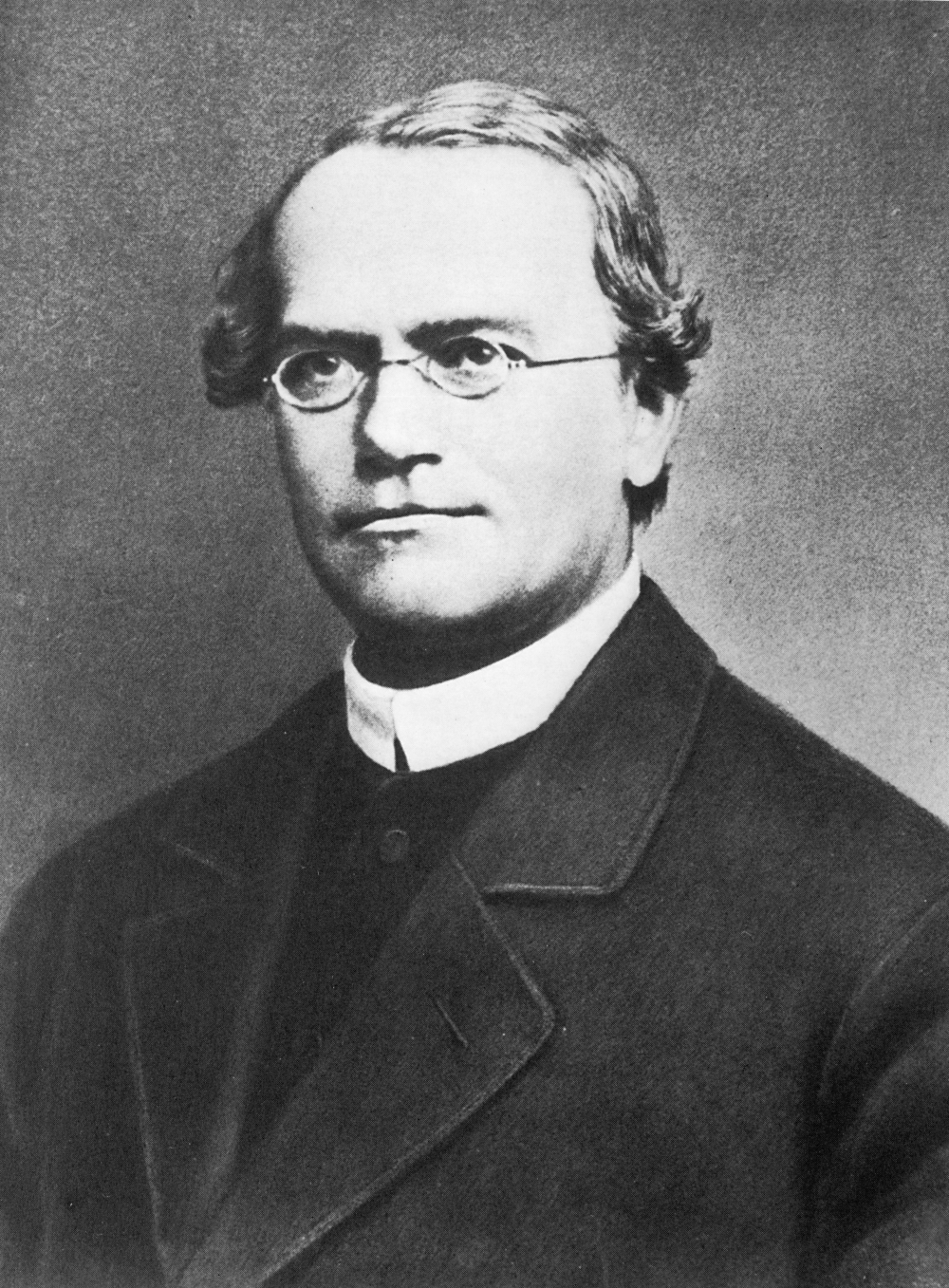
Gregor Mendel, părintele geneticii

- 1831: Împăratul Kōmei, al 121-lea împărat al Japoniei (d. 1867)
- 1848: Adolphus Frederic al V-lea, Mare Duce de Mecklenburg (d. 1914)
- 1878: Janusz Korczak, medic polonez, autor de cărți pentru copii și pedagog (d. 1942)
- 1882: Edward Hopper, pictor american (d. 1967)
- 1887: Gustav Ludwig Hertz, fizician german, laureat Nobel (d. 1975)
- 1894: Oskar Maria Graf, scriitor german (d. 1967)
- 1898: Alexander Calder, sculptor american (d. 1976)
- 1916: Marcel Cerdan, boxer francez (d. 1949)
- 1923: Bob Dole, politician american (d. 2021)
- 1926: Serghei Baruzdin, poet sovietic rus (d. 1991)
- 1926: Zoltán Vadász, actor român de origine maghiară (d. 1989)
- 1930: Elena Busuioc, cercetătoare română în arheologie
- 1934: Leon Rotman, canoist român
- 1934: Louise Fletcher, actriță americană (d. 2022)
- 1939: Terence Stamp, actor bitanic (d. 2025)
- 1940: Alexandre Revcolevschi, chimist francez de origine română
- 1941: Peter Paulhoffer, actor german născut în România (d. 1993)
- 1945: Daniel Turcea, poet român (d. 1979)
- 1946: Mireille Mathieu, cântăreață franceză

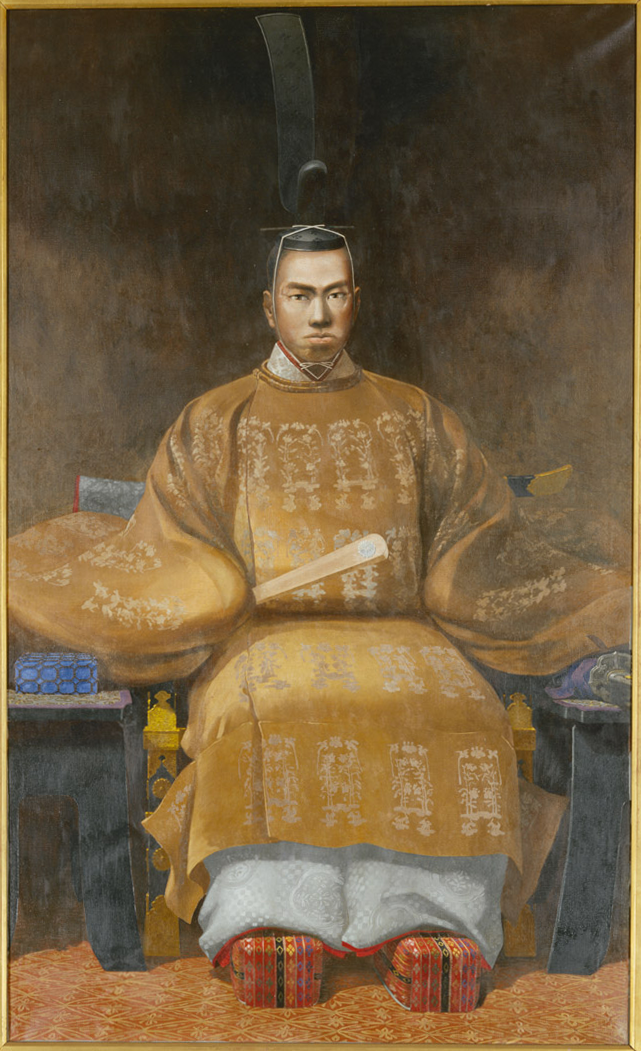
Împăratul Kōmei al Japoniei
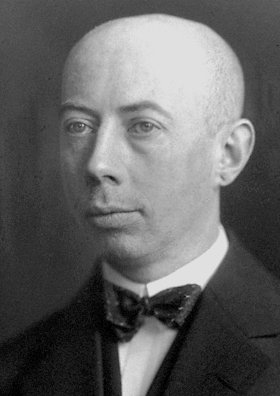
Gustav Ludwig Hertz, fizician german, laureat Nobel
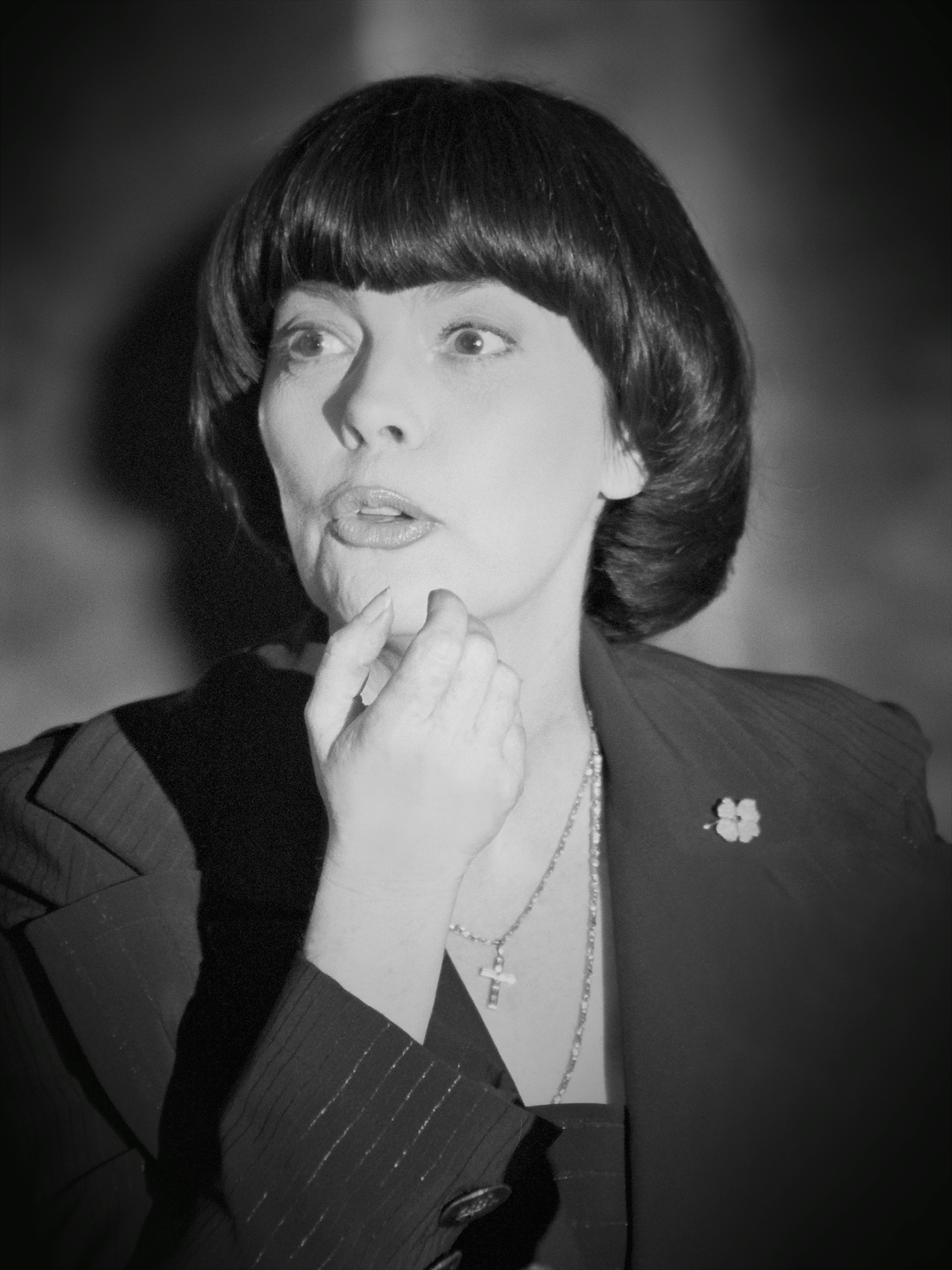
Mireille Mathieu, cântăreață franceză

- 1946: Petre Roman, politician român
- 1946: Danny Glover, actor american
- 1947: Albert Brooks, actor și comedian american
- 1947: Mihaela Peneș, atletă română
- 1947: Don Henley, muzician american
- 1949: Alan Menken, compozitor american
- 1951: György Frunda, politician român
- 1951: Patriarhul Daniel (n. Dan Ilie Ciobotea), patriarh al Bisericii Ortodoxe Române (2007-prezent), membru de onoare al Academiei Române
- 1955: Willem Dafoe, actor american
- 1963: Emilio Butragueño, fotbalist spaniol
- 1964: John Leguizamo, actor columbian
- 1964: David Spade, actor american
- 1965: Shawn Michaels, wrestler american

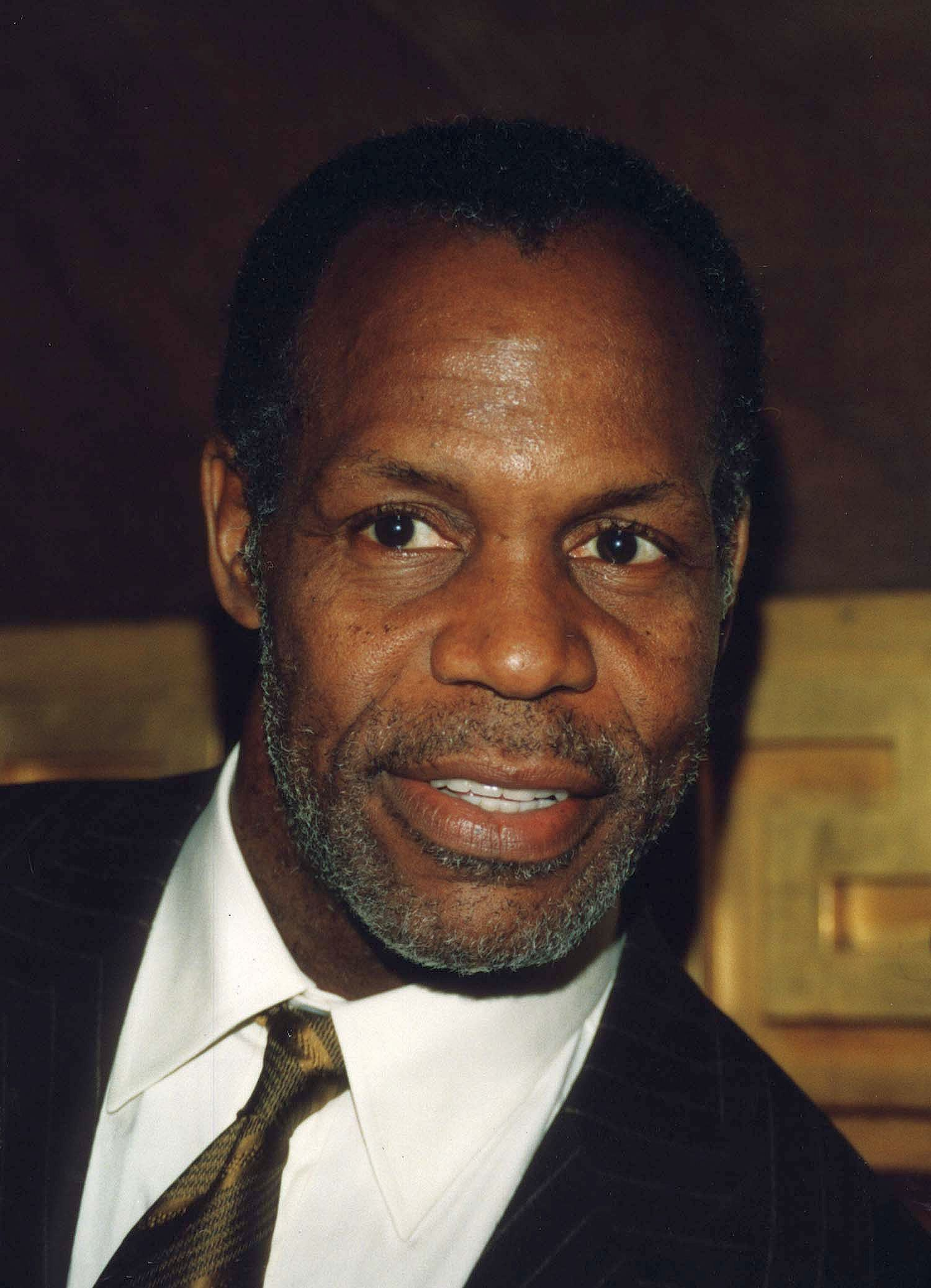
Danny Glover, actor american
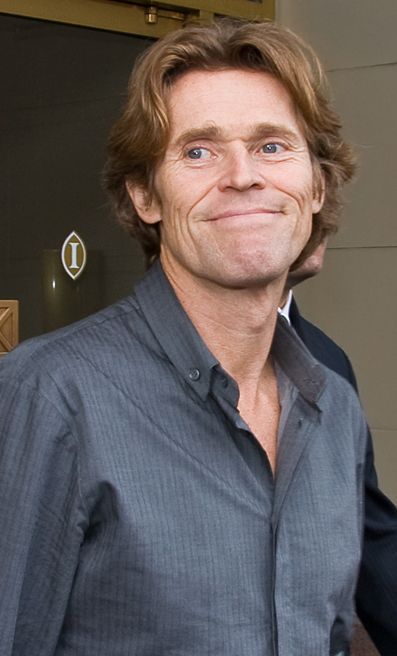
Willem Dafoe, actor american
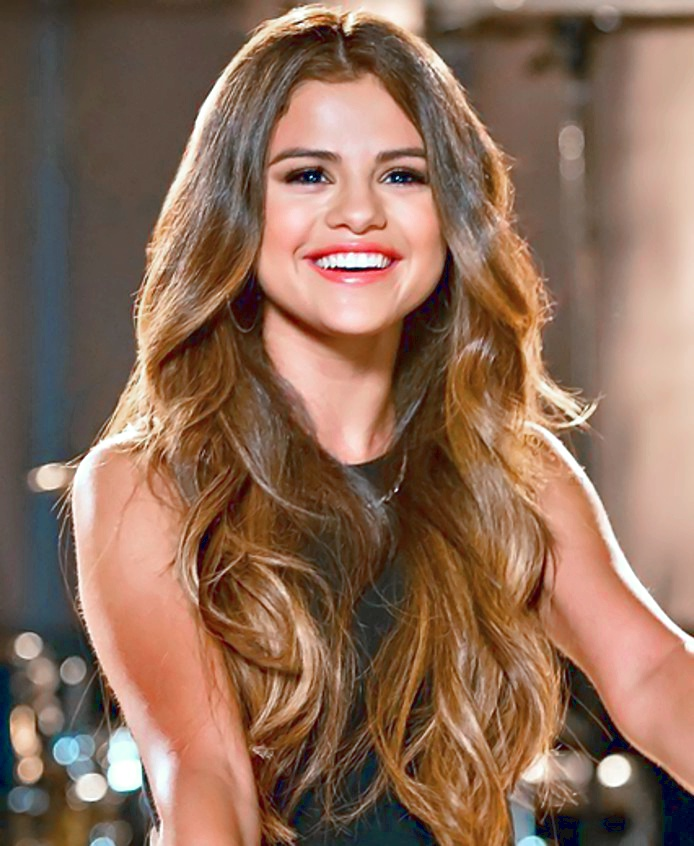
Selena Gomez, cântăreață americană

- 1967: Ileana Șipoteanu, solistă română de muzică ușoară
- 1968: Karin Scheele, politiciană austriacă, membră a Parlamentului European
- 1971: Mihail Kavelașvili, politician georgian și fost fotbalist profesionist, președinte al Georgiei
- 1972: Andrew Holness, politician jamaican, prim-ministru
- 1973: Rufus Wainwright, cântăreț și textier canadian-american
- 1974: Geta Burlacu, cântăreață din Republica Moldova
- 1978: Dennis Rommedahl, fotbalist danez
- 1980: Scott Dixon, pilot neozeelandez
- 1980: Dirk Kuyt, fotbalist olandez
- 1980: Marco Marchionni, fotbalist italian
- 1980: Kate Ryan, cântăreață belgiană
- 1983: Arsenium, muzician din Republica Moldova
- 1992: Selena Gomez, actriță și cântăreață americană
- 2013: Prințul George de Cambridge, primul copil al Prințului William, strănepot al Reginei Elisabeta a II-a

## Decese
- 1461: Carol al VII-lea al Franței (n. 1403)
- 1540: Ioan I Zápolya, rege al Ungariei (n. 1487)

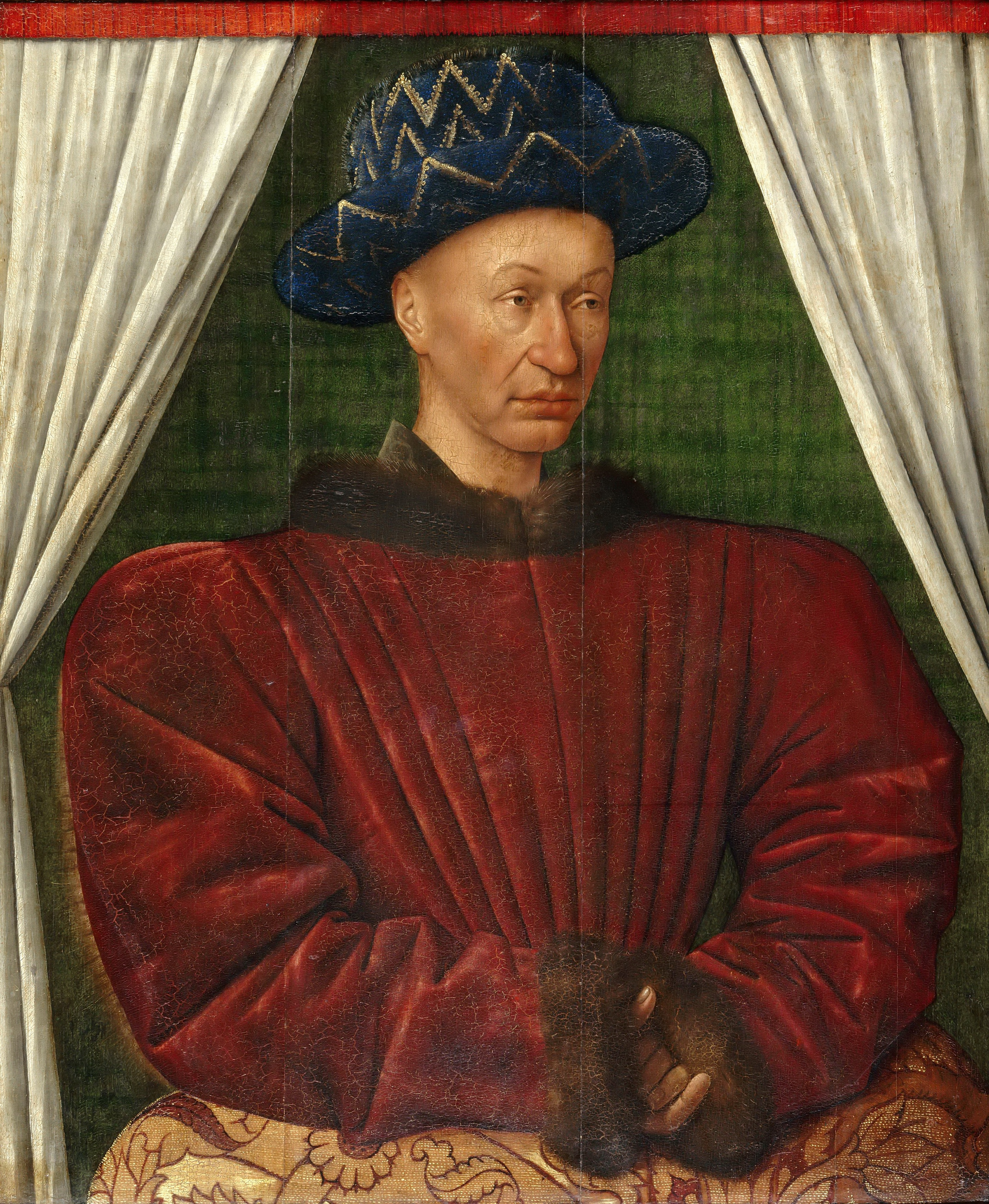
Carol al VII-lea al Franței
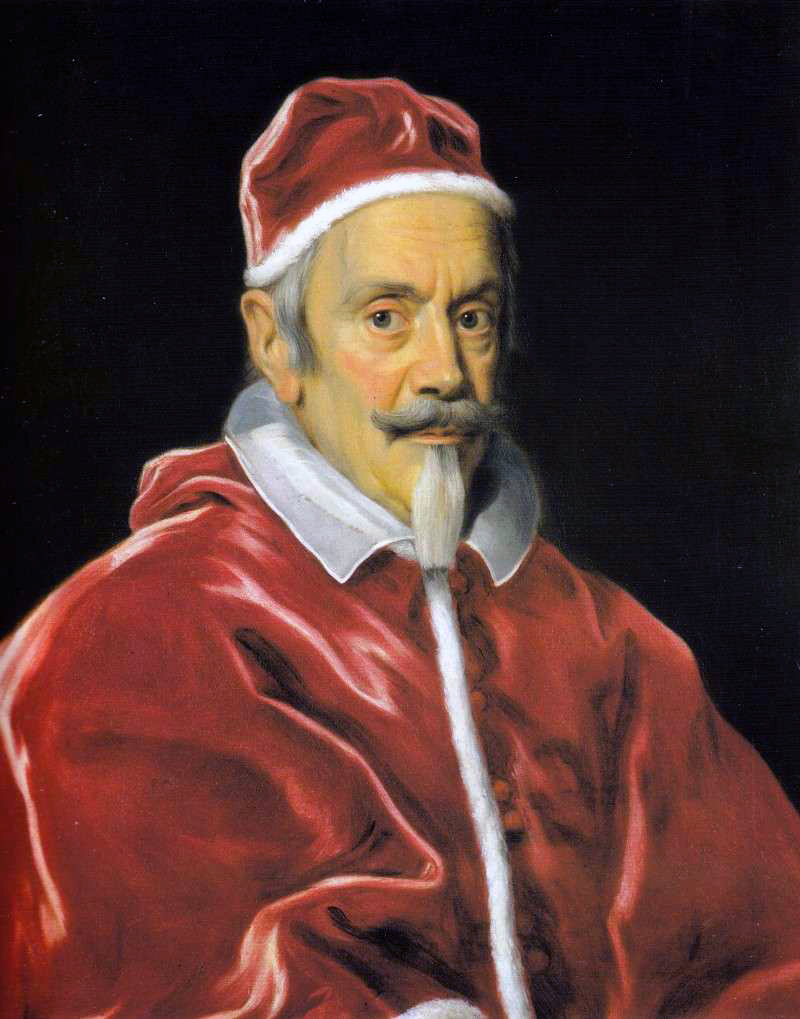
Papa Clement al X-lea
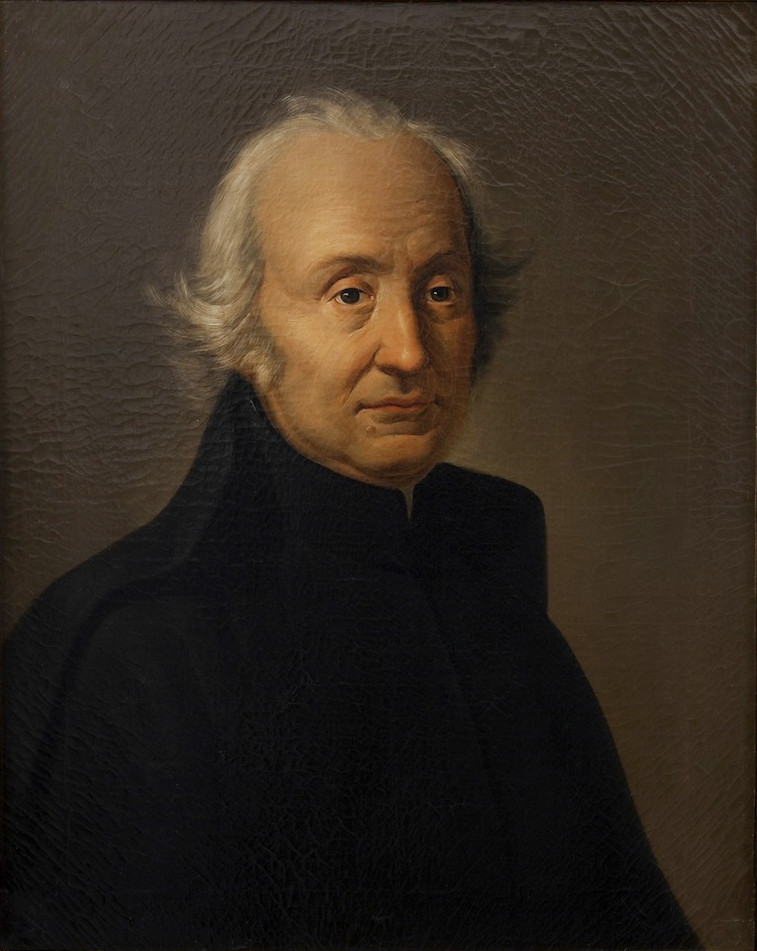
Giuseppe Piazzi, astronom italian

- 1676: Papa Clement al X-lea (n. 1590)
- 1684: Josefa de Óbidos, pictoriță portugheză (n. 1630)
- 1746: Infanta Maria Teresa Rafaela a Spaniei (n. 1726)
- 1802: Marie François Xavier Bichat, anatomist francez (n. 1771)
- 1826: Giuseppe Piazzi, astronom, matematician și astrolog italian (n. 1746)
- 1832: Împăratul Napoleon al II-lea al Franței (n. 1811)
- 1845: Heinrich von Bellegarde, feldmareșal austriac (n. 1756)
- 1853: Christoffer Wilhelm Eckersberg, pictor danez (n. 1783)
- 1908: William Randal Cremer, parlamentar liberal, pacifist britanic, laureat Nobel (n. 1828)
- 1909: Detlev von Liliencron, poet și scriitor german (n. 1844)
- 1915: Sandford Fleming, geograf, inginer și inventator scoțiano-canadian (n. 1827)
- 1924: Mariano Barbasán, pictor spaniol (n. 1864)
- 1926: Friedrich von Wieser, econom austriac (n. 1851)
- 1968: Giovannino Guareschi, scriitor italian (n. 1908)
- 1972: Max Aub, scriitor spaniol (n. 1903)
- 1979: Sándor Kocsis, fotbalist și antrenor de fotbal maghiar (n. 1929)

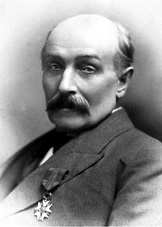
William Randal Cremer, pacifist britanic, laureat Nobel
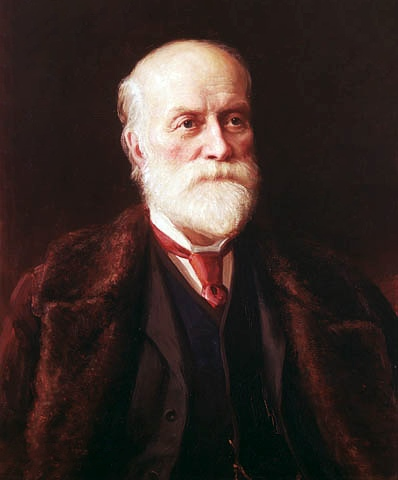
Sandford Fleming, geograf, inventator scoțiano-canadian
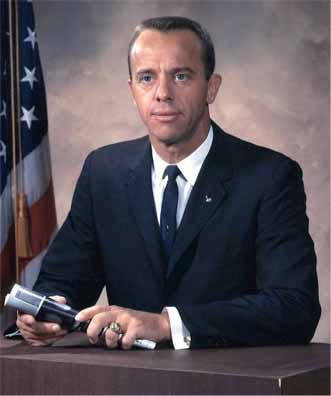
Alan Shepard, astronaut american

- 1934: John Dillinger, gangster american (n. 1903)
- 1938: Ionel Fernic, compozitor român (n. 1901)
- 1939: Ioan I. Mironescu, scriitor român (n. 1883)
- 1958: Mihail Zoșcenko, scriitor rus (n. 1895)
- 1968: Giovannino Guareschi, scriitor italian (n. 1908)
- 1970: George Johnston, scriitor australian (n. 1912)
- 1986: Aurelian Andreescu, cântăreț român (n. 1942)
- 1987: Eugen Bartha, antrenor de handbal de etnie maghiară din România (n. 1936)
- 1990: Manuel Puig, scriitor argentinian (n. 1932)
- 1997: Vladimir Andrunachievici, matematician moldovean (n. 1917)
- 1998: Alan Shepard, astronaut american (n. 1923)
- 2001: Vlad Mugur, regizor român de teatru (n. 1927)
- 2006: Herbert Walther, fizician german (n. 1935)
- 2007: Ulrich Mühe, actor german (n. 1935)
- 2008: Dan Slușanschi, clasicist și filolog român (n. 1943)
- 2017: Dumitru Lupu, compozitor român (n. 1952)
- 2019: Christopher C. Kraft Jr.,  inginer aerospațial american și manager al NASA (n. 1924)
- 2025: Ozzy Osbourne, solistul trupei Black Sabbath (n. 1948)

## Sărbători
- Sfânta Maria Magdalena, cel mai important discipol al lui Isus Hristos (calendar evanghelic, anglican, catolic, ortodox, armean, copt)